# Liste der Kulturgüter in Murten
Die Liste der Kulturgüter in Murten enthält alle Objekte in der Gemeinde Murten im Kanton Freiburg, die gemäss der Haager Konvention zum Schutz von Kulturgut bei bewaffneten Konflikten, dem Bundesgesetz vom 20. Juni 2014 über den Schutz der Kulturgüter bei bewaffneten Konflikten sowie der Verordnung vom 29. Oktober 2014 über den Schutz der Kulturgüter bei bewaffneten Konflikten unter Schutz stehen.
Objekte der Kategorien A und B sind vollständig in der Liste enthalten, Objekte der Kategorie C fehlen zurzeit (Stand: 1. Januar 2023).

## Kulturgüter
| Foto | | Objekt                                                                                     | Kat. | Typ | Standort                                     | Beschreibung |
| ---- | --- | ------------------------------------------------------------------------------------------ | ---- | --- | -------------------------------------------- | --- |
| ja   | Datei hochladen | Murten, mittelalterlich-neuzeitliche Stadt KGS-Nr.: 00085                                  | A    | F   | 575520 / 197520                              | |
| ja   | Datei hochladen · Wikidata zu Befestigungsanlagen (Kesselturm, Berntor, Pulverturm, Katzenturm, Pfaffenturm, Kleiner Schimmel, Schimmelturm, Roter Turm, Schlossgassturm, Schaalturm, Tournalette, Kirchturm, Stadtmauer) (Q29479222) | Befestigungsanlagen KGS-Nr.: 02249                                                         | A    | G   | 575600 / 197640                              | Umfasst Kesselturm, Berntor und Zeitglockenturm, Pulverturm, Katzenturm, Pfaffenturm, Tournaletta, Schimmelturm, Kleiner Schimmelturm, Schaalturm, Roter Turm und Schlossgassturm. |
| ja   | Datei hochladen · Wikidata zu Schloss Löwenberg (Q6711377) | Herrenhaus Löwenberg KGS-Nr.: 02256                                                        | A    | G   | Löwenberg 45 577088 / 198701                 | |
| ja   | Datei hochladen · Wikidata zu Rathaus (Q29479224) | Rathaus KGS-Nr.: 02258                                                                     | A    | G   | Rathausgasse 17 575456 / 197570              | |
| ja   | Datei hochladen · Wikidata zu Altes Schulhaus (Q29479219) | Altes Schulhaus KGS-Nr.: 02307                                                             | A    | G   | Salvenach, Hauptstrasse 81 577994 / 195779   | |
| ja   | Datei hochladen · Wikidata zu Grosshaus des Venners Peter Schmid (Q29479223) | Grosshaus des Venners Peter Schmid KGS-Nr.: 09499                                          | A    | G   | Hauptgasse 43 575552 / 197576                | |
| ja   | Datei hochladen · Wikidata zu Bauernhaus (Q29479220) | Bauernhaus KGS-Nr.: 09989                                                                  | A    | G   | Erligut 2 579508 / 200782                    | |
| BW   | Datei hochladen · Wikidata zu Segelboothafen, Bestandteil des UNESCO Welterbeobjekts "Pfahlbauten" (Q3328236) | Segelboothafen, jungsteinzeitliche Seeufersiedlung KGS-Nr.: 16346                          | A    | G   | 575160 / 197540                              | Teil des UNESCO-Welterbes «Prähistorische Pfahlbauten um die Alpen» |
| ja   | Datei hochladen · Wikidata zu Bahnhof Murten (Q5846782) | Bahnhof mit Güterexpedition KGS-Nr.: 02250                                                 | B    | G   | Bahnhofstrasse 13 575373 / 197197            | |
| ja   | Datei hochladen · Wikidata zu Reformierte französische Kirche (ehemalige Katharinenkapelle) mit Pfarrhaus (Q18325755) | Reformierte französische Kirche (ehemalige Katharinenkapelle) mit Pfarrhaus KGS-Nr.: 02252 | B    | G   | Rathausgasse 33, 37 575550 / 197660          | |
| ja   | Datei hochladen · Wikidata zu Handwerkerhaus (Q29697004) | Handwerkerhaus KGS-Nr.: 02253                                                              | B    | G   | Schlossgasse 16 575448 / 197467              | |
| ja   | Datei hochladen · Wikidata zu Häuserzeile Ryf (17. und 18. Jahrhundert) (Q29697021) | Häuserzeile Ryf KGS-Nr.: 02254                                                             | B    | G   | Ryf 24–62 575484 / 197646                    | |
| ja   | Datei hochladen · Wikidata zu Landgut Weibel Bei den Scheuren (Q29697040) | Landgut Weibel bei den Scheuren KGS-Nr.: 02255                                             | B    | G   | Alte Freiburgstrasse 1, 3, 5 575495 / 197150 | |
| ja   | Datei hochladen · Wikidata zu Schloss Murten (Q2970063) | Schloss Murten KGS-Nr.: 02259                                                              | B    | G   | Schlossgasse 1, 1a 575336 / 197473           | |
| ja   | Datei hochladen · Wikidata zu Primarschule sogenanntes Collège (Q29697057) | Primarschule, sogenanntes Collège KGS-Nr.: 02260                                           | B    | G   | Längmatt 2 575686 / 197665                   | |
| ja   | Datei hochladen · Wikidata zu Museum Murten (Q27485292) | Museum Murten KGS-Nr.: 08728                                                               | B    | S   | Ryf 4 575256 / 197445                        | |
| ja   | Datei hochladen · Wikidata zu Haus Herrenschwand (Q29696754) | Haus Herrenschwand KGS-Nr.: 09985                                                          | B    | G   | Hauptgasse 23 575491 / 197526                | |
| ja   | Datei hochladen · Wikidata zu Haus des Venners Himer Herrenschwand (Q29696885) | Haus des Venners Himer Herrenschwand KGS-Nr.: 09986                                        | B    | G   | Hauptgasse 33 575521 / 197555                | |
| ja   | Datei hochladen · Wikidata zu Deutsche Kirche (Q29696902) | Reformierte deutsche Kirche KGS-Nr.: 09988                                                 | B    | G   | Deutsche Kirchgasse 22 575650 / 197521       | |
| ja   | Datei hochladen · Wikidata zu Haus von Johannes Herrenschwanden (Tea-room Monnier) (Q29697088) | Haus von Johannes Herrenschwanden (Tea-room Monnier) KGS-Nr.: 09990                        | B    | G   | Hauptgasse 25 575498 / 197538                | |
| ja   | Datei hochladen · Wikidata zu Schulhaus (Q29696919) | Primarschulhaus KGS-Nr.: 12377                                                             | B    | G   | Büchslen, Oberdorf 41 580286 / 199364        | |
| ja   | Datei hochladen · Wikidata zu Bauernhaus (Q29696972) | Bauernhaus von Peter Mäder KGS-Nr.: 13253                                                  | B    | G   | Lurtigen, Burgstrasse 6 579713 / 197597      | |
| ja   | Datei hochladen · Wikidata zu Stadtmagazin (Q29697069) | Stadtmagazin KGS-Nr.: 13278                                                                | B    | G   | Ryf 66 575583 / 197776                       | |
| ja   | Datei hochladen · Wikidata zu Altes Zollhaus dann Haus Derron (Q29697103) | Altes Zollhaus dann Haus Derron KGS-Nr.: 13279                                             | B    | G   | Raffor 14 575559 / 197751                    | |
| ja   | Datei hochladen · Wikidata zu Bauernhaus Liecht (Q29696936) | Bauernhaus Liecht KGS-Nr.: 13320                                                           | B    | G   | Salvenach, Ofenhausgässli 35 578104 / 195886 | |
| ja   | Datei hochladen · Wikidata zu Bauernhaus der Witwe von Caspa Hänni (Q29696955) | Bauernhaus der Witwe von Caspa Hänni KGS-Nr.: 13321                                        | B    | G   | Salvenach, Wilerstrasse 23 577769 / 195801   | |